# مارتن باتون
مارتن باتون (بالإنجليزية: Martin Patton)‏ هو لاعب كرة قدم كندية أمريكي، ولد في 21 أكتوبر 1970 في ميسوري سيتي في الولايات المتحدة، وتوفي في 20 نوفمبر 2012.

## روابط خارجية
- مارتن باتون على موقع كلية كرة القدم في سبورتس رفرنس.كوم (الإنجليزية)